# Jože Curk
Jože Curk, slovenski umetnostni zgodovinar, * 15. junij 1924, Vipava, † 16. november 2017, Ljubljana.

## Življenje in delo
Mladost pa je preživel v Mariboru. Po maturi na mariborski realni gimnaziji oktobra 1945 se je vpisal na ljubljansko Filozofsko fakulteto, kjer je leta 1951 diplomiral iz umetnostne zgodovine pri Francetu Steletu. V letih 1950−1965 je kot kustos in konservator delal v Mariboru in Celju, 1970−1974 je bil ravnatelj Pokrajinskega muzeja na Ptuju, 1974−1983 ravnatelj in nato arhivski svetovalec Pokrajinskega arhiva v Mariboru.
V raziskovalnem delu se je posvetil sodobni likovni umetnosti ter arhitekturnemu in urbanemu razvoju na Štajerskem. Izdal je topografsko gradivo umetnostnih spomenikov celjskega območja (1966–1967) in občin Gornja Radgona, Ljutomer in Ormož (1967). V zbirki Kulturni in naravni spomeniki Slovenije je med drugim objavil 3 vodnike o ptujskih spomenikih, o mariborski stolnici svetega Janeza Krstnika, Dravogradu z okolico in o Ravnah na Koroškem. Na osnovi dolgoletnega arhivskega dela je 1985 izdal knjigo Viri za zgodovino Maribora do 1850.